# Marcel Lüscher
Marcel Lüscher (* 1. März 1971 in Zofingen) ist ein Schweizer Jazzmusiker (Sopran-, Alt-, Tenor-, Baritonsaxophon, Klarinette, Bassklarinette, Komposition).

## Leben und Wirken
Lüscher stammt aus einer musikalischen Familie; seine Eltern betrieben in Oftringen einen Musikladen sowie eine Musikschule. Sein jüngerer Bruder Thomas wurde ebenfalls Profi-Musiker. Zuerst lernte Marcel Lüscher Trompete und Schlagzeug. Mit 12 Jahren wechselte er dann zur Klarinette und später zum Saxophon. Prägend war die Teilnahme am Blue Lake Fine Arts Camp in Michigan. Dann absolvierte er ein Musikstudium an der Musikhochschule Basel. Seinen Wehrdienst leistete er in der Big Band des Schweizer Armeespiels unter der Leitung von Pepe Lienhard.
Mit seiner Band «Yum Yum Yum» veröffentlichte Lüscher zwei Alben und spielte zahlreiche Konzerte auch im Ausland. Im Duo mit dem Gitarristen Kristinn Smári Kristinsson entstand 2016 das Album «Cow». In seinem Quartett (mit seinem Bruder Thomas am Klavier sowie Björn Meyer am Bass und Kaspar Rast am Schlagzeug) veröffentlichte er 2025 bei Unit Records das Album «Make Things Happen».  Auch begleitete er in Frankreich mehrere Chansonniers. Er ist auch auf Alben mit Stephan Eicher/Martin Suter («Songbook»), Albissers Buntwösch und Luzia von Wyl zu hören.